# Klugeana swartlandensis
Klugeana swartlandensis là một loài bướm đêm trong họ Noctuidae.